# Vinay, Marne
Vinay là một xã thuộc tỉnh Marne trong vùng Grand Est đông nam nước Pháp. Xã này nằm ở khu vực có độ cao trung bình 133 mét trên mực nước biển.